# Rosario Green
María del Rosario Gloria Green Macías (Mexico-Stad, 31 maart 1941 – Mexico-Stad, 25 november 2017) was een Mexicaans diplomate en politica van de Institutioneel Revolutionaire Partij (PRI).

## Loopbaan
Green studeerde internationale betrekkingen aan de Nationale Autonome Universiteit van Mexico (UNAM) en economie aan het College van Mexico (Colmex) en de Columbia-universiteit. Green doceerde aan de UNAM en Colmex en was ambassadeur in de Duitse Democratische Republiek en Argentinië. Ze had zitting in de mensenrechtencommissie van de Verenigde Naties.
In 1994 werd Green verkozen in de Kamer van Senatoren. Ze trad in 1998 terug om door president Ernesto Zedillo (1994-2000) benoemd te worden tot minister van Buitenlandse Zaken. Van 2006 tot 2012 was Green senator.
Ze overleed in 2017 op 76-jarige leeftijd.